# Аполлон (журнал)
«Аполло́н» — російський російськомовний ілюстрований літературно-мистецький журнал з питань образотворчого, музичного і театрального мистецтва. Виходив у Санкт-Петербурзі/Петрограді з 25 жовтня (7 листопада) 1909 року по 1917 рік (спочатку щомісяця, з 1911 року — десять номерів щороку, деякі номери подвоєно і потроєно). Редактор — Сергій Маковський (у 1911—1912 роках разом з бароном Миколою Врангелем). Протягом 1909—1911 років видавався видавництвом «Якорь»; у 1911—1917 роках видавцями були Сергій Маковський і Михайло Ушков. У 1911—1912 роках двічі на місяць друкувався додаток «Русская художественная летопись» (з 1913 року був частиною відділу хроніки журналу).

## Вміст
В журналі публікувалися матеріали з російського та іноземного мистецтва, його історія, огляди виставок, театру та музичного життя в Російській імперії та інших країнах; висвітлювалися проблеми вивчення й охорони пам'яток російського мистецтва. Друкувалися літературні твори, головним чином вірші поетів — символістів і акмеїстів, статті представників різних видів мистецтва і художніх течій початку ХХ століття, зокрема їх авторами були: Інокентій Анненський, Олександр Блок, Валерій Брюсов, Микола Гумільов, В'ячеслав Іванов, Михайло Кузьмін, Осип Мандельштам, Олексій Толстой, Микола Пунін, Яків Тугендхольд та інші.

### Українське мистецтво
Були надруновані також статті присвячені мистецтву України: «Малоросійське барокко» (1911) та «Старовинна архітектура в Галичині» (1915) Георгія Лукомського, «Архаїзм у російському живописі» (1909), «Костянтин Богаєвський» (1912) Максимиліана Волошина, «Зібрання Ханенка в Петрограді» (1916) Всеволода Воїнова, «Олександр Федорович Гауш» (1913) Олександра Ростиславова, «Шевченко і Місталь» (1911) Павла Наумова та інші, різні оглядові матеріали про художнє, музичне та театральне життя України, зокрема про Євгена Кузьміна, Йосипа Миклашевського, Бориса Яновського, Михайла Гершенфельда. Серед ілюстрованих матеріалів — заставки, віньєтки, та ілюстрації Георгія Нарбута, який створив і титут журналу за 1916 рік.